# West-Souburg
West-Souburg est un village de la commune néerlandaise de Flessingue, sur la presqu'île zélandaise de Walcheren.

## Source
- (nl) Cet article est partiellement ou en totalité issu de l’article de Wikipédia en néerlandais intitulé « West-Souburg » (voir la liste des auteurs).